# Otto Julius Bierbaum

Otto Julius Bierbaum

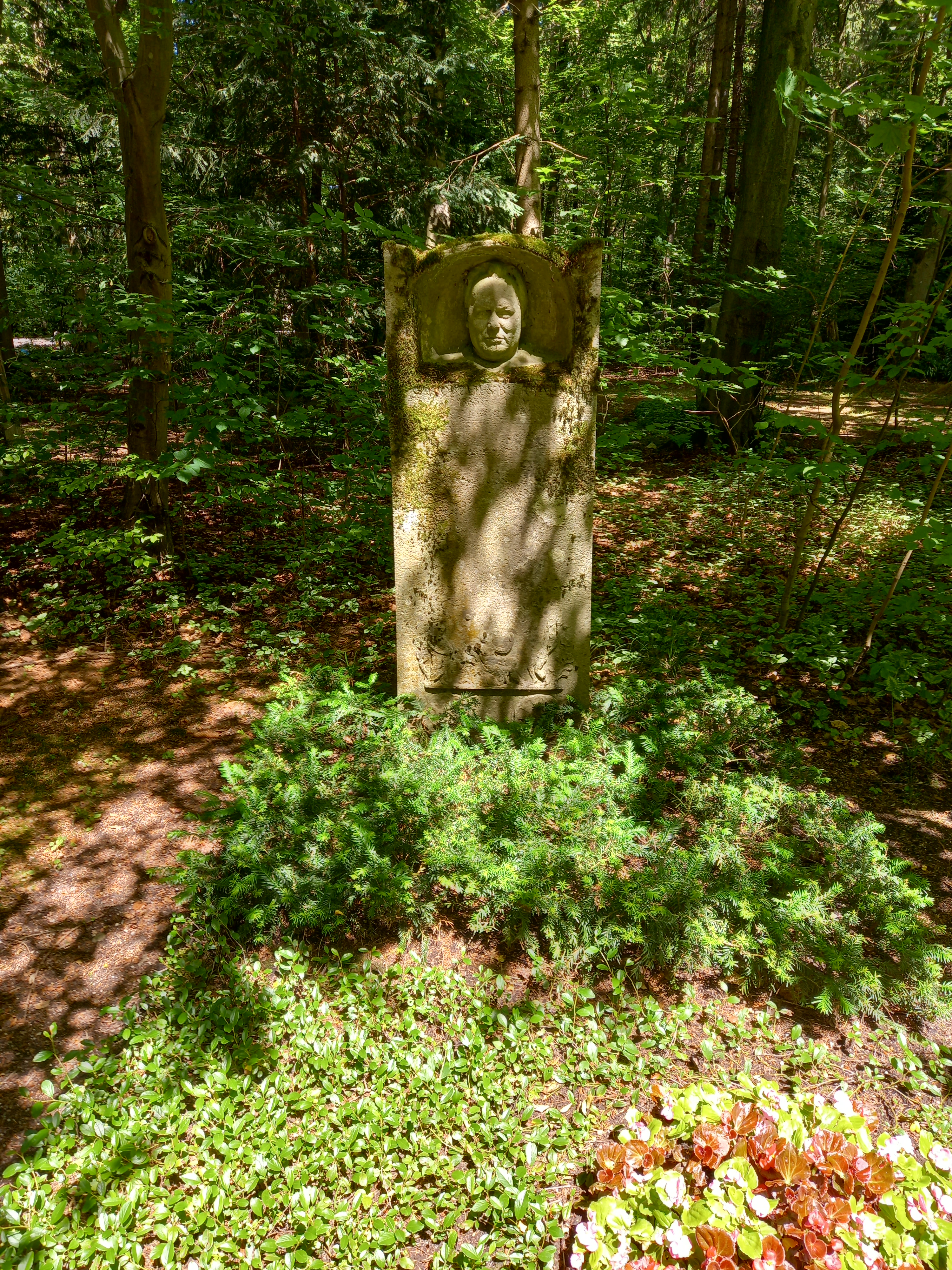
Das Grab von Otto Julius Bierbaum auf dem Waldfriedhof (München)

Otto Julius Bierbaum (* 28. Juni 1865 in Grünberg in Schlesien; † 1. Februar 1910 in Dresden) war ein deutscher Journalist, Redakteur, Schriftsteller und Librettist. Bekannt war er auch unter den Pseudonymen „Martin Möbius“ und „Simplicissimus“.

## Leben
Bierbaum wuchs in Dresden und Leipzig auf. Nach dem Abitur an der Thomasschule zu Leipzig studierte er an der Universität Zürich, der Ludwig-Maximilians-Universität München, der Friedrich-Wilhelms-Universität zu Berlin und der Universität Leipzig Rechtswissenschaft und Philosophie (und Chinesisch).
1887 wurde er Mitglied des Corps Thuringia Leipzig, wie er später schrieb offenbar wegen deren schmucker Mützenfarbe. Das Leben in einer Studentenverbindung wurde seine ganze Leidenschaft; das verbreitete Klischee eines trinkfreudigen, verlotterten Studenten lebte er voll aus.
Nach dem Studium schrieb er ab 1887 Feuilletons und Rezensionen. Er wurde Redakteur und später Herausgeber der Zeitschriften Die freie Bühne/Neue Deutsche Rundschau, Pan und Die Insel. Nachdem er bis 1893 in München und Oberbayern gewohnt hatte, dann in Berlin, Italien, Südtirol (Schloss Englar, Eppan) und Wien, ging er von 1900 bis 1909 wieder nach München und zog schließlich nach Dresden.
Unter ständigem finanziellem Druck stehend pflegte er gegen Ende seines Lebens in zunehmend manischer Weise nachts zu arbeiten und tags zu schlafen. Trotz zunehmender Verschlechterung seiner Gesundheit nahm er verschiedenste Literatur- und künstlerische Projekte in Angriff.
Sehr wichtig für Bierbaums künstlerisches Schaffen und seine verhängnisvolle Lebensführung waren seine zwei Ehen.
Am 16. August 1892 ehelichte er in London Auguste (Gusti) Rathgeber. Die Ehe wurde 1899 geschieden.
Am 25. November 1901 heiratete er in München Gemma Pruneti-Lotti. Sie starb 1925 mit 48 Jahren.
Er verstarb nach langer Krankheit 1910 in Dresden und wurde auf dem Waldfriedhof München beigesetzt.
Sein schriftlicher Nachlass liegt im Literaturarchiv der Monacensia im Hildebrandhaus.

## Literarisches Schaffen
Sein literarisches Schaffen wird als äußerst variantenreich bezeichnet. Als Lyriker bediente er sich neben den Formen des Minnesangs auch denen der Anakreontik sowie des einfachen Volksliedes. Seine Liedtexte und Chansons gelten als meisterhaft. Otto Julius Bierbaum wird heute als einer der wichtigsten Vertreter der Münchner Moderne beschrieben.
Seine ersten Gedichtanthologien waren Liliencrons Gedichte (1890), Deutsche Lyrik von heute (1891) und Modernes Leben (1892). Mit dem Erzählband Studentenbeichten wurde er 1892 weithin bekannt.
Zusammen mit Otto Falckenberg und Frank Wedekind wirkte Otto Julius Bierbaum 1901 an der ersten „Exekution“ des Münchner Kabaretts Die Elf Scharfrichter mit. Sein 1897 erschienener autobiografischer Roman Stilpe. Ein Roman aus der Froschperspektive lieferte die Vorlage für die Kunstform des modernen literarischen Varietés. Er regte den Freiherrn Ernst von Wolzogen außer zu wohlwollender Kritik auch zur Gründung des Kabaretts Überbrettl an.
1898 vertonte Richard Strauss Bierbaums Gedicht Junghexenlied.
1901 erschien Bierbaums Gedichtsammlung Irrgarten der Liebe. Die erste Auflage von 5000 Stück war innerhalb weniger Wochen vergriffen. Das darin enthaltene Lied "Laridah" wurde von Hauptmann Lauenstein vertont und 1917 von Max Hempel zum Laridah-Marsch verarbeitet.
Mit dem Schlüsselroman Prinz Kuckuck. Leben, Taten, Meinungen und Höllenfahrt eines Wollüstlings (in drei Bänden von 1906–1908) setzte er seinem Kollegen Alfred Watter Heymel, dem Mitbegründer der Kunstzeitschrift Die Insel, ein nicht unbedingt schmeichelhaftes Denkmal. Er stellte ihn als reichen, charakterlosen und selbstverliebten Snob dar, der sich aus purer Eitelkeit als Kunstmäzen profiliert. Der Roman erregte beträchtliches Aufsehen, Anfeindungen und Prozesse folgten.
Bierbaums 1903 erschienenes Reisebuch Eine empfindsame Reise im Automobil schildert eine Fahrt, die das Ehepaar Bierbaum 1902 mit einem Cabrio der Adlerwerke von Deutschland aus unternahm. Die Fahrt verlief über Prag und Wien nach Italien (und auf der Rückreise via die Schweiz). Es gilt als erstes Autoreisebuch der deutschen Literatur. Bei der erwähnten Fahrt überquerten die Bierbaums als erste Deutsche den Gotthardpass mit einem Auto. Von seiner Begeisterung für Autoreisen erzählt auch sein 1905 veröffentlichtes Buch Das höllische Automobil.
1905 verfasste Bierbaum unter dem Titel Zäpfel Kerns Abenteuer eine Adaption von Carlo Collodis Pinocchio-Geschichte. Der Reisebericht Yankeedoodlefahrt, Bierbaums letztes Buch, erschien 1909. Kurz vor seinem Tode 1910 bereitete er für den Georg Müller Verlag die Bücherreihe Bücherei der Abtei Thelem vor, als deren Herausgeber er auftrat.
Kurz nach seinem Tod erschien im Münchner Georg Müller Verlag eine Neuauflage seines Romans Das schöne Mädchen von Pao (1899) in einer nach Bierbaums Anweisungen sorgfältig gestalteten bibliophilen Prachtausgabe.

## Aphorismen und Gedichte
Von Bierbaum sind zahllose Aphorismen überliefert, so zum Beispiel „Das wird kein ganzer Kerl, der nie ein Rüpel war“, „Unzufriedenheit ist Dummheit“ oder „Gleichnisse kann man nie tragisch genug nehmen“ (Letzteres stammt aus: Die Freiersfahrten und Freiersmeinungen des weiberfeindlichen Herrn Pankrazius Graunzer, 1898). Sein bekanntester Ausspruch ist vermutlich: „Humor ist, wenn man trotzdem lacht“. Bierbaum hat ihn seinem 1909 erschienenen Reisetagebuch Yankeedoodle als Motto vorangestellt.
Oft zitiert wurden auch Kurzgedichte wie: „Wenn zwei Kleinliche sich paaren, mög' die andern Gott bewahren. Knausern beide im Verein, wird es unerträglich sein.“
Über den George-Kreis spottete er: „Feierlich sein ist alles! Sei dumm wie ein Thunfisch, temperamentlos wie eine Qualle, stier besessen wie ein narkotisierter Frosch, aber sei feierlich, und du wirst plötzlich Leute um dich sehen, die vor Bewunderung nicht mehr mäh sagen können.“

O.J. Bierbaum und Frau im Automobil (1902)

## Gedenktafel zum 100. Todestag

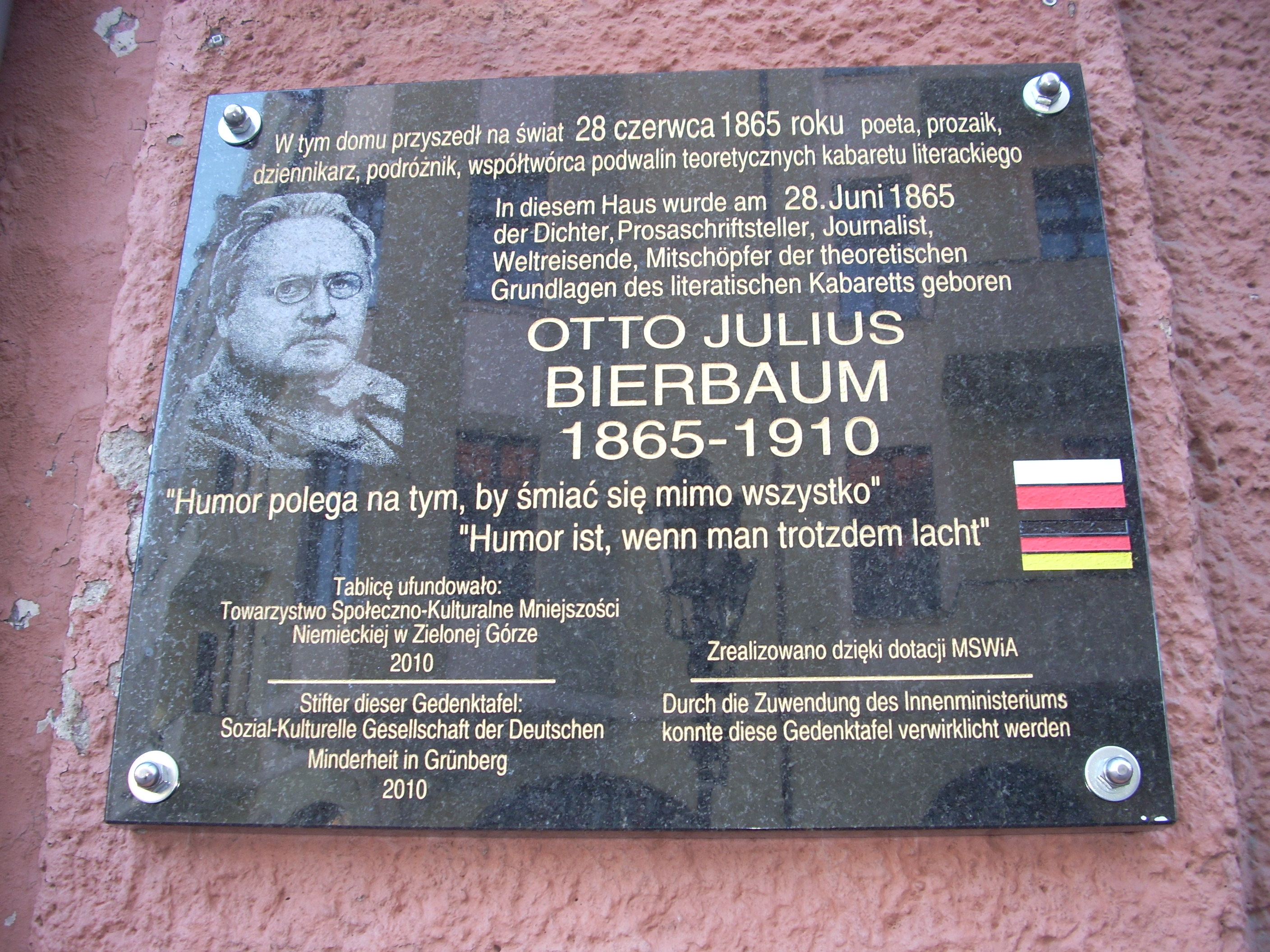
Gedenktafel an Bierbaums Geburtshaus, heute ul. Kupiecka 25

In seinem Geburtsort (heutiger Name: Zielona Góra) wurde zum 100. Todestag an seinem Geburtshaus – ehemals Marktplatz 25 – eine Gedenktafel enthüllt. Auf der Tafel zu finden ist in deutscher und polnischer Sprache sein geflügeltes Wort Humor ist, wenn man trotzdem lacht.
Gestiftet wurde sie von der Sozial-Kulturellen Gesellschaft der Deutschen Minderheit in Grünberg. Dieser Verein hat es sich auch zur Aufgabe gemacht, das Werk Bierbaums in seiner Geburtsstadt bekannter zu machen. Insbesondere legen sie den Schwerpunkt auf die Aktivitäten Bierbaums als Herausgeber der ersten Sammlung von Kabarettcouplets. Erste Übersetzungen der Gedichte ins Polnische sind realisiert.

## Bibliographie
- Liliencrons Gedichte. Essay. In: Die Gesellschaft. Monatsschrift für Litteratur und Kunst. 1890, April, S. 576–582. (online).
- Deutsche Lyrik von heute. (= Münchener Flugschriften I, 2) Poessl, München 1891 (online).
- Freiherr Detlev von Liliencron. Friedrich, Leipzig 1892.
- Beiträge in: Modernes Leben. Ein Sammelbuch der Münchner Modernen. Poessl, München 1891.
- als Herausgeber: Moderner Musen-Almanach. 2 Jahrgänge. Schuster & Loeffler, Berlin 1893–1894 (Jgg. 1893 online).
- Studenten-Beichten. Schuster & Loeffler, Berlin 1893 (enthält: Letzte Musterung, Josephine, Die erste Mensur, Waschermadlhistorie, Die Mondmarie, Der Negerkomiker).
- Nemt, Frouwe, disen Kranz. Ausgewählte Gedichte. Schuhr, Berlin 1894.
- Lobetanz. Opernlibretto. Musik: Ludwig Thuille. Genossenschaft Pan, Berlin 1895, Uraufführung 1898.
- Der bunte Vogel von 1897 (1899). Ein Kalenderbuch. 2 Bde. Schuster & Loeffler, Berlin 1896–1898
- Die Freiersfahrten und Freiersmeinungen des weiberfeindlichen Herrn Pankrazius Graunzer, der Schönen Wissenschaften Doktor, nebst einem Anhange wie schließlich alles ausgelaufen. Roman. Storm, Berlin 1896.
- Die Schlangendame. Roman. Schuster & Loeffler, Berlin 1896.
- Studenten-Beichten. Zweite Reihe. Schuster & Loeffler, Berlin 1896 (enthält: Selbstzucht, To-lu-to-lo oder Wie Emil Türke wurde, Leberecht der Gestrenge, Zwei Äpfel, Die falsche Kindbetterin).
- Stilpe. Ein Roman aus der Froschperspektive. Schuster & Loeffler, Berlin 1897.
- Kaktus und andere Künstlergeschichten. Schuster & Loeffler, Berlin 1898 (enthält: Die beiden Freunde, Kaktus, Die Lavendel-Ehe, Die rote Sphinx, Don Juan Tenorio, Emil der Verstiegene).
- Das schöne Mädchen von Pao. Ein chinesischer Roman Schuster & Loeffler, Berlin 1899.
- Gugeline. Opernlibretto. Schuster & Loeffler, Berlin 1899. Musik: Ludwig Thuille, Uraufführung 1901.
- Pan im Busch. Ein Tanzspiel. Musik: F. Mottl. Schuster & Loeffler, Berlin 1900.
- als Martin Möbius: Steckbrief, erlassen hinter dreißig literarischen Übelthätern gemeingefährlicher Natur mit den getreuen Bildnissen der Dreißig. Schuster & Löffler, Berlin und Leipzig 1900.
- Irrgarten der Liebe. Launenhafte und moralische Lieder, Gedichte und Sprüche aus den Jahren 1885 bis 1900. Insel, Leipzig 1901. Erweiterte Neuausgabe: Der neubestellte Irrgarten der Liebe. Um etliche Gänge und Lauben vermehrt. Verliebte, launenhafte, moralische und andere Lieder, Gedichte und Sprüche aus den Jahren 1885–1905. Insel, Leipzig 1906.
- Annemargreth und die drei Junggesellen. Insel, Leipzig 1902 (enthält: Annemargreth und die drei Junggesellen. Eine Raubrittergeschichte und Der Mesner-Michel. Eine Profanlegende aus Tirol).
- Eine empfindsame Reise im Automobil. Von Berlin nach Sorrent und zurück an den Rhein, in Briefen an Freunde geschildert. Reisebericht. Georg Müller, München 1903.
- Stella und Antonie. Schauspiel in vier Aufzügen. Drugulin, Leipzig 1903.
- als Simplicissimus: Das Gespenst von Matschatsch. Burleske Operette in vier Aufzügen. Langen, München 1904.
- Die Haare der heiligen Fringilla und andere Geschichten. Albert Langen, München 1904 (enthält: Die Haare der heiligen Fringilla, Der Mohr, Aschermittwoch, Nach dem Balle, Sinaide).
- Das Seidene Buch. Eine lyrische Damenspende. Mit 12 Bildern von Hans Thoma. Deutsche Verlags-Anstalt, Stuttgart und Leipzig 1904 (enthält die Gedichtzyklen Gemma, Mädchenlieder, Die vier Jahreszeiten, Festliche Tage, Abend und Nacht, Ritter, Narren, Schäfer und allerhand Verliebte, Pierrots Herzensfragmente, Der Einsame, Bilder, Träume und Betrachtungen).
- Die vernarrte Prinzeß. Oper. Musik: Oskar von Chelius (1859–1923). 1904. Uraufführung am 15. Januar 1905 Schwerin und Wiesbaden.
- Das höllische Automobil. Novellen. Wiener Verlag, Wien und Leipzig 1905 (enthält: Das höllische Automobil, Der mutige Revierförster, Patsch und Tirili, Die Weihnachtsbowle, Schwarz-Rot-Gold und Grün-Weiß-Rot).
- Zäpfel Kerns Abenteuer. Eine deutsche Kasperlegeschichte in dreiundvierzig Kapiteln. Kindererzählung nach Carlo Collodi. Müller, München 1905.
- Zwei Stilpe-Komödien: Das Cenacle der Maulesel. Die Schlangendame. Müller, München 1905.
- Der Bräutigam wider Willen. Komödie. Nach einer Erzählung Dostojewskis. Singer, Wien und Berlin 1906.
- Mit der Kraft. Automobilia. Marquardt, Berlin 1906.
- Prinz Kuckuck. Leben, Taten, Meinungen und Höllenfahrt eines Wollüstlings. Roman. 3 Bände. 1906–1908.
- Maultrommel und Flöte. Neue Verse. Müller, München 1907.
- Der Musenkrieg. Eine Studentenkomödie. Borngräber, Berlin 1907.[14]
- Sonderbare Geschichten. 3 Bände. Georg Müller, München 1908:
  - Bd. 1: Schmulius Cäsar & andre Erscheinungen (enthält: Schmulius Cäsar oder Die marzauner Kauet-Epoche, Samalio Pardulus).
  - Bd. 2: Der Steckenpferdpastor und andere französische Geschichten (enthält: Steingut, Der Steckenpferdpastor oder das goldene Zeitalter, Der Mann mit dem porösen Schädel, Die Stimme des Blutes, Kinderschnabelweisheit).
  - Bd. 3: Der heilige Mime und andere Grotesken (enthält: Der heilige Mime, Hans Wurst und der Riese, Der heftige Kindersegen, Annemargreth und die drei Junggesellen, Der Messner-Michel, Der mutige Revierförster, Die Haare der heiligen Fringilla, Das vielgeliebte Weib).
- Dostojewski. Essay. Piper, München, 1910 (online).
- Liliencron. Müller, München 1910.
- Die Schatulle des Grafen Thrümmel und andere nachgelassene Gedichte. Müller, München 1910.
- Die Yankeedoodle-Fahrt und andere Reisegeschichten. Georg Müller, München 1910 (enthält: Von Fiesole nach Pasing, Blätter aus Fiesole, Yankeedoodle-Fahrt, Eine kleine Herbstreise im Automobil, Kleine Reise).

Werkausgabe und Sammlungen
- Gesammelte Werke in zehn Bänden. Herausgeber Michael Georg Conrad und Hans Brandenburg. 7 Bände. Georg Müller, München 1912–1921.
  - Band 1: Gedichte [Auswahl]. 1921 (2. Auflage 1922).
  - Band 2: Pankrazius Graunzer; Stilpe. 1921.
  - Band 3: Studentenbeichten; Kaktus; Die Schlangendame; Das schöne Mädchen von Pao; Zäpfel Kerns Abenteuer. 1921.
  - Band 4: Sonderbare Geschichten. 1921.
  - Band 5: Prinz Kuckuck. Erste Hälfte
  - Band 6: Prinz Kuckuck. Zweite Hälfte
  - Band 7: Reisegeschichten.
  - Band 8–10: nicht erschienen
- Von Fiesole nach Pasing und andere Geschichten. Hrsg., kommentiert und mit einem Nachwort versehen von Walter Hettche. Allitera Verlag, München 2015.
- Aus dem Irrgarten der Literatur. Lyrisches, Prosaisches, Autobiographisches, Erlebtes und Erfundenes von Otto Julius Bierbaum. Ausgewählt und eingeleitet von Björn Weyand und Bernd Zegowitz. Quintus Verlag, Berlin 2021.